# Podborje
Podborje är en ort i Bosnien och Hercegovina.   Den ligger i entiteten Federationen Bosnien och Hercegovina, i den centrala delen av landet, 50 km norr om huvudstaden Sarajevo. Podborje ligger 792 meter över havet och antalet invånare är 220.
Terrängen runt Podborje är kuperad. Runt Podborje är det ganska tätbefolkat, med 93 invånare per kvadratkilometer.. Närmaste större samhälle är Zenica, 18,8 km väster om Podborje. 
I omgivningarna runt Podborje växer i huvudsak blandskog.